# Громовита птица
Громовита птица (енгл. Thunderbird) је митолошко биће из митологије сјеверноамерички индијанаца. Ово биће наводно обитава у дивљини Сјеверне Америке. По неким особинама овај биће је слично криптиду „великој птици”.

## Други називи
Диљем Сјеверне Америке постоје и други називи за громовита птицу, као што су:
- алкунтам (енгл. Alkuntam) (код Бела Кула индијанаца)[1],
- анимики (енгл. Animikii), и бинеси (енгл. Binesi) или пинеси (енгл. Pinesi) (код Оџибва индијанаца и код Алгонквински народа)[1],
- ачијалабопа (енгл. Achiyalabopa) (код Пуебло индијанаца)[1],
- ба'а (код Команча и Јутоастека)[1],
- дуквали (енгл. Dukwally) или теуклут (енгл. Theukloots) (код Маках племена)[1],
- хахнес (енгл. Hahness) (код Чехалис племена)[1],
- хухук (енгл. Huhuk) (код Пауни племена)[1],
- јело-кин (енгл. Yello-kin) (код Мивоки племена)[1],
- квунусела (енгл. Kwunusela) (код Квакиутл племена)[1],
- кулу (код Милмак племена)[1],
- кулона (енгл. Cullona) (код Малисит племена)[1],
- куна-кат-ех (енгл. Kunna-kat-eth) (код Тлингит племена)[1],
- мечкуан (енгл. Mechquan)[1],
- мет'ко (енгл. Met’co) (код Монтагнаис племена)[1],
- нуниенук (енгл. Nunyenunc) (код Шошона)[1],
- ну-туг-о-вик (енгл. Nu-tugh-o-wik) (код Инуктитут народа)[1],
- омаксапитау (енгл. Omaxsapitau) (код Блекфут племена)[1],
- пач-ан-а-хо (енгл. Pach-an-a-ho) (код Јакима племена)[1],
- пилханав (енгл. Pilhannaw)[1],
- санува (енгл. Sanuwa) или тланува (енгл. Tlanuwa) (код Черокија)[1],
- тсе'на'хале (енгл. Tse’na’hale) (код Навахо племена)[1],
- чекуа (енгл. Chequah) (код Потаватоми индијанаца)[1].

## Опис громовите птице

### Опис громовите птице у митологији и народним предањима
У митологији громовита птица је велика натприродна птица велике моћи и снаге која је способна да ствара својим великим крилима громове, олује и грмљавину док лети. Она се често приказује у умјетности и пјесмама. Наводно има и два рога на глави и оштре зубе унутар кљуна. Храни се китовима, а зна и нападати људе и отимати малу дјецу.

### Опис громовите птице из модерног доба
Описује се као биће налик на велику птицу грабљивицу прекривеног са тамносивим/смеђим перјем. Има танак и кратак врат који није прекривен перјем, оштар кљун и мале кратке ноге са оштрим канџама. Распон крила овог бића је око 3 до 9,1 метра. Храни се живим животињама и стрвинама. Зна нападати људе и дјецу. Гнијезди се на клисурама.

#### У креационизму
Према ријечима креациониста громовита птица је један од доказа постојања живи диносауруса. Они га описују као биће налик на птеросауруса. Има кожната крила распона око 2,74 до 21 метра налик крилима код шишмиша, тамносиву кожу без длака, танак и кратак врат, дуг кљун и мале кратке ноге.

## Хронологија сусрета са овим бићем и виђења
- 26. априла 1890. године у Аризони два каубоја су наводно упуцала биће налик на велику птицу. Описали су га да има глатку кожу, перната крила и лице слично алигатору. Слика тог бића је објављена у локалним новинама[5]. Касније се утврдило да је ова прича била фиктивна[6][7][8];
- 25. јула 1977. године у Илиноису двије велике птице су напале три дјечака су се играла у дворишту. Једна од птица је ухватила канџама за мајицу једног од дјечака, подигла га 60 центиметара изнад земље и пустила пошто ју је дјечак ударао;
- 2002. године у новинама "Дејли Њуз" је објављено да је на подручју Аљаске наводно виђено створење које је описано као огромна птицу са распоном крила од 6 до 8 метара[9];
- У јулу 2007. године у околици града Сан Антонија (Тексас) је виђена велика птица[10];

## Могуће објашњење овог криптида
Постоји неколико могући објашњења за овог криптида. Што се тиче виђења громовите птице могућа објашњења су:
- амерички суп (лат. Cathartes aura) - врста птице грабљивице која настањује Сјеверну Америку[1],
- амерички црни суп (лат. Coragyps atratus) - врста птице грабљивице која настањује Сјеверну Америку[1],
- калифорнијски кондор (лат. Gymnogyps californianus) - врста птице грабљивице која настањује Сјеверну Америку[1] (која је највећа врста птице са подручја Сјеверне Америке),
- канадски сури орао (лат. Aquila chrysaetos canadensis) - подврста сурог орла која настањује Сјеверну Америку[1],
- обични црни сокол (лат. Buteogallus anthracinus) - врста птице грабљивице која настањује Сјеверну Америку[1],
- аудубонова каракара (лат. Caracara cheriway) - врста птице грабљивице која настањује јужне дјелове САДа[1],
- велика плава чапља (лат. Ardea herodias) - врста птице мочварице која настањује Сјеверну Америку[1],
- канадски ждрал - врста птице мочварице која настањује Сјеверну Америку[1],
- амерички ждрал - врста прице мочварице која настањује Сјеверну Америку[1],
- и амерички бјели пеликан (лат. Pelecanus erythrorhynchos) - врста птице која настањује Сјеверну Америку[1].

- амерички суп
- амерички суп у лету
- амерички црни суп
- амерички црни суп у лету
- калифорнијски кондор
- калифорнијски кондор у лету
- канадски сури орао
- канадски сури орао у лету
- обични црни сокол
- обични црни сокол у лету
- аудубонова каракара
- аудубонова каракара у лету
- велика плава чапља
- велика плава чапља у лету
- канадски ждрал
- канадски ждрал у лету
- амерички ждрал
- амерички ждрал у лету
- амерички бјели пеликан
- амерички бјели пеликан у лету